# Natty King
Natty King (bürgerlich Kevin Christopher Roberts, * 1977 im Saint Thomas Parish in Jamaika) ist ein jamaikanischer Reggae-Interpret.

## Leben und Wirken
Kevin Roberts wuchs auf dem Land im St. Thomas Parish im Südosten des Landes auf.
Seinen ersten Hit landete er mit dem von DJ Trinity produzierten Lied Mr. Greedy, das Platz 1 der jamaikanischen Charts erreichte. Seine folgende Single No Guns To Town stieg auf Platz 1 der Videocharts dort. Nach den Erfolgen in Jamaika entschied er sich 2003 für Touren durch die USA und durch Europa, wo er bei den Festivals Rototom Sunsplash (damals in Italien, heute in Spanien) und dem Uppsala Reggae Festival (Schweden) auftrat.

### Musikstil
Natty King macht Roots-Reggae mit Texten, die vorwiegend von Religion (Rastafari), Politik und Umwelt handeln (Consciousness). Seine Vorbilder sind The Wailers, Burning Spear und Luciano.

## Auszeichnungen
- 2003: International Reggae and Word Music Award, Kategorie: Best Rural Artist; Jamaica Federation Music Award, Kategorie: Best New Singer

## Diskografie
Alben
- 2005 – No Guns To Town Insight Records
- 2010 – Born To Be Free DHF Records / Produktion: House of Riddim

Singles
| Jahr | Titel             | Chartplatzierungen | Chartplatzierungen | Album |
| ---- | ----------------- | ------------------ | ------------------ | ----- |
| Jahr | Titel             | Jamaika            |                    | Album |
| 2002 | Mr. Greedy        | #1                 | No Guns To Town    |       |
| 2003 | No Guns To Town   | ?                  | No Guns To Town    |       |
| 2009 | Fyah Bed          | ?                  | Born To Be Free    |       |
| 2009 | Blaze The Chillum | ?                  | ?                  |       |